# Echinocereus russanthus
Echinocereus russanthus är en kaktusväxtart som beskrevs av D. Weniger. Echinocereus russanthus ingår i släktet Echinocereus och familjen kaktusväxter. Inga underarter finns listade i Catalogue of Life.

## Bildgalleri

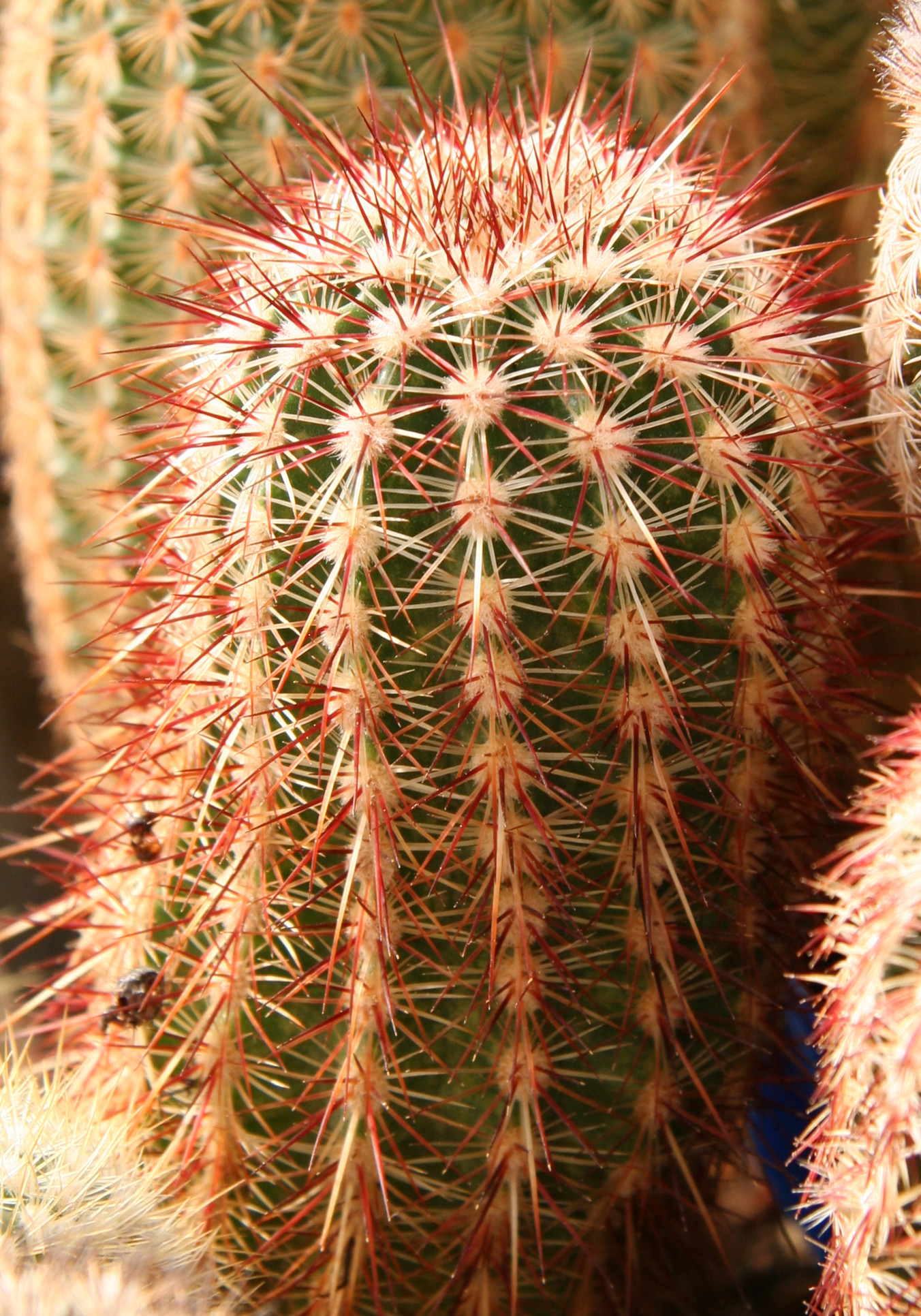